# Alianța Civilizațiilor
Alianța Civilizațiilor se constitue acum într-o mișcare destinată mobilizării unei acțiuni politice la nivel mondial, pentru promovarea înțelegerii și reconcilierii, pentru combaterea prejudecăților și faliilor dintre culturi și religii (cu referire specială la cele islamice și occidentale) și pentru conturarea unui model de coexistență pașnică și armonioasă a tuturor oamenilor 

## Fondarea

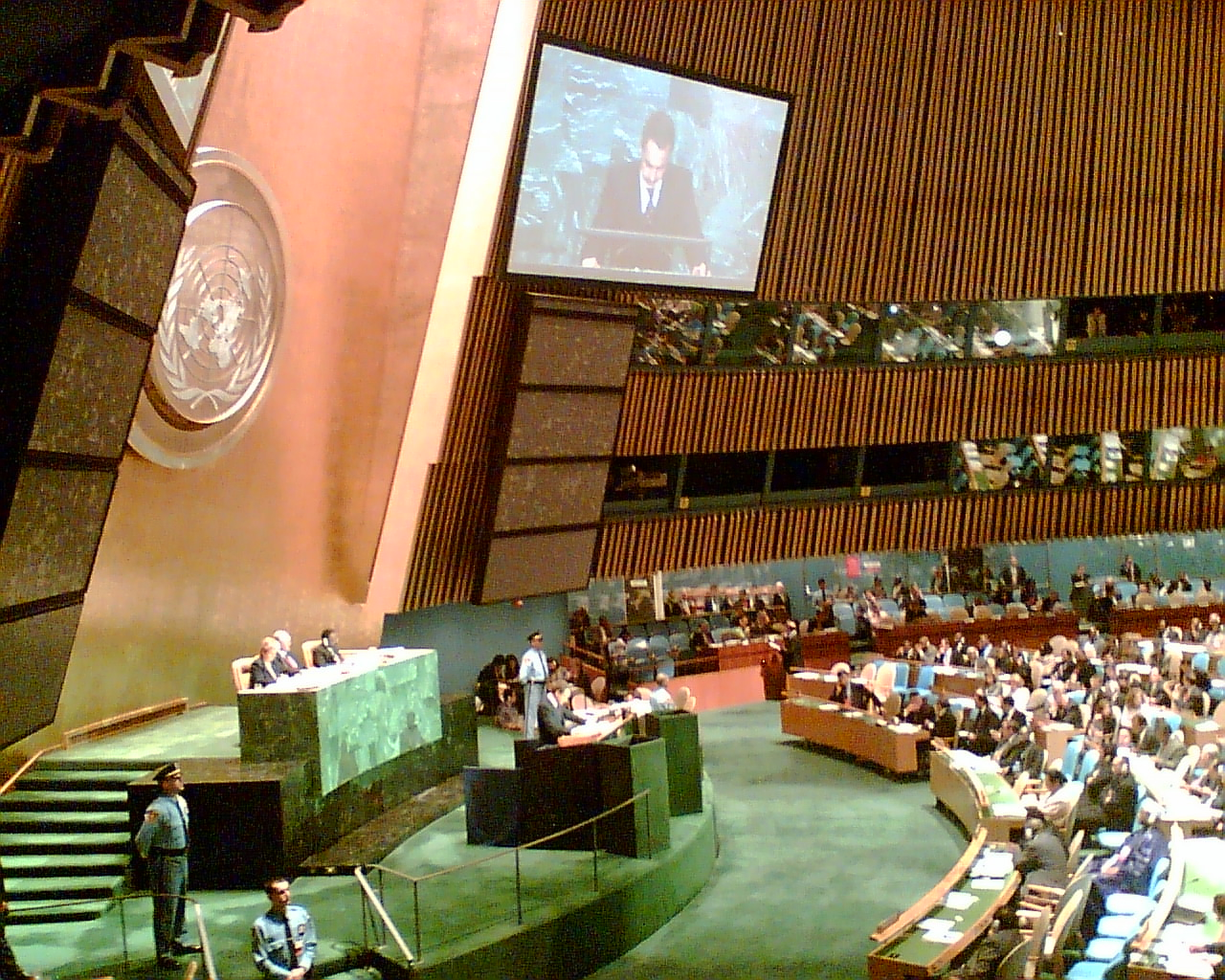
José Luis Rodríguez Zapatero în plenul Adunării ONU

Alianța Civilizațiilor a fost fondată pe baza unei inițiative lansate în cadrul ONU, la 14 iulie 2005, de către fostul Secretar General al ONU, Kofi Annan. Inițiativa Secretarului General al ONU, co-autorată de Spania și Turcia, a plecat de la propunerea premierului spaniol José Luis Rodríguez Zapatero, prezentată în septembrie 2004, în cadrul celei de a 59-a sesiuni a Adunării generale a ONU.

## Cadru instituțional
Alianța Civilizațiilor este sprijinită de un Grup de Prieteni (GP), structură informală cu o componență care a ajuns la peste 80 de țări și organizații internaționale, printre care toate statele membre ale Uniunii Europene și ale Comisiei Europene. 
La 26 aprilie 2007, actualul secretar general, Ban Ki-moon, l-a desemnat pe fostul președinte portughez, Jorge Sampaio, drept Înalt Reprezentant pentru Alianța Civilizațiilor. Activitățile acesteia sunt asistate de un secretariat, care funcționează în clădirea Secretariatului ONU de la New York. 

## Grupul de Nivel Înalt
Pentru concretizarea inițiativei de înființare a Alianței Civilizațiilor, a fost creat, sub egida ONU, un grup de nivel înalt, format din personalități din întreaga lume și co-prezidat de Federico Mayor, fost director general al UNESCO și Mehmet Aydin, ministrul turc al afacerilor religioase și profesor de filosofie. 
Grupul de nivel înalt a elaborat un raport, prezentat în Adunarea generală a ONU, în decembrie 2006, care a analizat cauzele actualelor tensiuni interculturale și inter-religioase și a avansat propuneri de acțiuni concrete pentru promovarea unei mai bune înțelegeri și cooperări între diversele comunități din întreaga lume.
Raportul a formulat recomandări de natură politică (elaborarea unei Cărți Albe privind conflictul israeliano-palestinian, convocarea unei conferințe de pace privind Orientul Mijlociu, sprijinirea pluralismului politic în țările islamice, reînnoirea angajamentului în favoarea multilateralismului, soluționarea politică a situațiilor din Irak și Afganistan, respectarea deplină și coerentă a dreptului internațional și a drepturilor omului etc.) și a propus realizarea de proiecte concrete în patru domenii de acțiune: educație, tineret, migrație și media. 
La 14 iunie 2007, Jorge Sampaio a prezentat planul de acțiune 2007-2009 pentru punerea în practică a recomandărilor formulate în raportul Grupului de nivel înalt.

### Componența Grupului de Nivel Înalt
Vezi site-ul oficial.
- Co-secretari:
  - Federico Mayor (Spania)
  - Mehmet Aydin (Turcia)

- Orientul Mijlociu
  - Seyyed Mohammad Khatami (Iran)
  - Mozah Bint Nasser Al Missned (Qatar)

- Africa de Nord
  - Mohamed Charfi (Tunisia)
  - Ismail Serageldin (Egipt)
  - André Azoulay (Maroc)

- Africa de Vest
  - Moustapha Niasse (Senegal)

- Africa de Sud
  - Desmond Tutu (Africa de Sud)

- Europa de Vest
  - Hubert Védrine (Franța)
  - Karen Armstrong (Regatul Unit)

- Europa de Est
  - Vitaly Naumkin (Federația Rusă)

- America de Nord
  - John Esposito (Statele Unite ale Americii)
  - Arthur Schneier (Statele Unite ale Americii)

- America latină
  - Enrique Iglesias (Uruguay)
  - Candido Mendes (Brazilia)

- Asia de Sud
  - Nafis Sadik (Pakistan)
  - Shobana Bhartia (India)

- Asia de Sud-Est
  - Ali Alatas (Indonezia)

- Asia de Est
  - Pan Guang (China)

## România și Alianța Civilizațiilor
La începutul anului 2007, România a aderat la Grupul de Prieteni și a participat, la nivel de ministru al afacerilor externe, la reuniunile ministeriale ale Alianței Civilizațiilor, organizate în marja celei de-a 62-a sesiuni a Adunării Generale a ONU (New York, 26 septembrie 2007) și a forumului anual (Madrid, 15-16 ianuarie 2008). În anul 2009, forumul anual al Alianței este găzduit de Turcia, la Istanbul, în perioada 6-7 aprilie 2009.

## Ambasadori ai Alianței Civilizațiilor pentru România
Drept ambasadori pentru România ai Alianței Civilizațiilor au fost desemnați academicianul Răzvan Theodorescu, prof. univ. dr. George Grigore și actrița Maia Morgenstern, care și-au pus înaltul prestigiu cultural și academic în slujba dialogului intercultural, interreligios, interetnic.